# Insenatura di Adie
L'insenatura di Adie è un'insenatura lunga circa 45 km, in direzione nordovest-sud-est, e larga circa 38, situata sulla costa di Oscar II, nella parte orientale della Terra di Graham, in Antartide. L'insenatura si estende in particolare da capo Alexander, all'estremità della penisola Churchill, a ovest, a punta Veier, uno dei promontori della penisola Jason, a est, ed è completamente ricoperta da quello che rimane della piattaforma glaciale Larsen C.

## Storia
L'insenatura di Adie fu completamente cartografata grazie a ricognizioni aeree e terrestri svolte sia da membri della Spedizione antartica di ricerca Ronne, condotta nel 1947-48 al comando di Finn Rønne, sia del British Antarctic Survey, al tempo ancora chiamato "Falkland Islands Dependencies Survey" (FIDS). Proprio i membri del FIDS la battezzarono con il suo attuale nome in onore del geologo sudafricano R. J. Adie, che fu membro del FIDS dal 1947 al 1949.